# Michel de Gruyère
Michel de Gruyère, né avant 1539 et mort à Bruxelles le 2 mai 1576, est le dernier comte de Gruyère, issu de la famille de Gruyère. Ses dettes l'obligent à abandonner son comté aux villes de Berne et Fribourg, ses principaux créanciers.

## Biographie
La date de naissance de Michel de Gruyère n'est pas connue. Il est le fils de Jean II de Gruyère et de Marguerite, fille de Guillaume IV de Vergy, seigneur de Champlitte et Champvans.
Michel de Gruyère passe sa jeunesse à la cour de François Ier. Il est plusieurs fois chef de troupes ou diplomate au service du roi de France ou de l'empereur Charles Quint. Il devient comte de Gruyère à la mort de son père Jean II de Gruyère le 23 novembre 1539. Aussi seigneur d'Aubonne, il est membre de la Confrérie de la Cuillère, société noble pro-Charles II de Savoie et anti-genevoise. 
Ami de Michel de Viry (son oncle maternel par alliance) et de Jean-Amédée de Beaufort-Salagine, il leur succède quelque temps, dans les années 1540 et 1550, comme baron de Viry, Rolle, Mont-le-Vieux et Coppet.
Il se trouve dans une situation financière critique. Le 30 mars 1541, le comte Michel de Gruyère accepte un prêt de 4 000 écus d'or des seigneurs de Fribourg. Les 1 000 premiers sont délivrés le lendemain, tandis que les 3 000 autres écus doivent être remis contre un titre notarié. Michel de Gruyère hypothèque sa seigneurie d'Oron et celle de Château-d'Œx en échange. Le 31 mars 1541, il précise aux seigneurs de Fribourg qu'il a envoyé son serviteur François Biolley à Fribourg pour récupérer les 1 000 écus. 
En 1554, incapable de rembourser ses dettes, il s'enfuit dans sa seigneurie, puis passe en Bourgogne voisine. La Diète prononce la faillite du comte.
Michel de Gruyère meurt en février 1575 en Bourgogne, selon la notice du Dictionnaire historique de la Suisse, ou à Bruxelles le 2 mai 1576,.

## Mariage
Michel de Gruyère épouse le 8 octobre 1553 Madeleine de Miolans, veuve du baron François d'Alègre. Elle est la fille de Louis de Miolans, comte de Montmayeur, et de Françoise de Chabannes-Vandenesse, fille de Jean et nièce de Jacques Ier de Chabannes.